# Tarantino (singel)
Tarantino – drugi singel promocyjny i piosenka otwierająca czwarty album studyjny Julii Marcell zatytułowany Proxy. Singel został wydany 3 marca 2016 przez Mystic Production. W reżyserii Julii Marcell, według scenariusza artystki i Magdaleny Klaman oraz Julii Sausen powstał teledysk opublikowany 18 marca 2016

## Notowania
- Lista Przebojów Trójki: 3[3]
- Lista Przebojów ArtRadio Bogatynia: 9[4]
- Lista Przebojów Radia Merkury: 22[5]
- Lista Przebojów Polskiego Radia PiK: 29[6]